# Василів-Базюк Любов Йосипівна
Любо́в Йо́сипівна Василів-Базюк (народилася 1929 року в селі Видерта на Волині) — українська письменниця з Канади, магістр бібліотекарства та інформацій, почесний професор Східноєвропейського національного університету імені Лесі Українки, Луцьк.

## З життєпису
Народилася в священицькій родині. Дитинство провела в селах Волині та Холмщини, де її батько, отець Йосип, мав парафії.
Коли дівчинці було 15 років, родина емігрувала на Захід, проживала у європейських таборах для переселених осіб, остаточно замешкала в Канаді.
Здобула ступінь бакалавра в Торонтському університеті, пізніше, у 48-річному віці, — ступінь магістра бібліотекарства та інформації в Університеті Західного Онтаріо (Лондон, Канада).
Працювала в соціальній службі Торонто і в 68 років пішла на пенсію.
- Творчість

Авторка книг:
- «Спогади про діда і батька. Вони служили церкві і українському народові» (2003, 2004),
- «У вирі тоталітарних режимів» (2005, друге видання 2018),
- «Крізь пекло на землі» (роман)[4]
- «Не вір» (2006, друге видання 2020),
- «Україна на тернистому шляху до Духовного визволення» (2008),
- «П'ять колосків» (2009, друге видання 2018).
- «У горі та сльозах наша доля. Геноциди в Україні» (2010)
- «Дороги життя» (історичний роман, Чернівці: Букрек, 2015. — 832 с.)[5]
- «Новими стежками» (історична повість, Чернівці: «Букрек», 2018),
- «В переможеній Німеччині» (у співавторстві з Петром Слободянюком, Вінниця-Хмельницький-Торонто, 2019)[6]
- "Стежками емігрантів з України: історична повість. — Чернівці: Букрек, 2021. — 504 с. — ISBN 978-966-997-087-9

Усі її твори написані на основі власних спогадів, спогадів очевидців та документальних матеріалів.
Історична повість «Новими стежками» (2018) складена зі 43 тематичних соціально-психологічних нарисів (всього 430 стор.), побудованих на канві соціально-політичного аналізу і духовно-інтелектуальних спостережень, історичних екскурсів і емоційно-психологічних висновків двох літературних героїв — канадських юнаків Тараса і Романа, які опинялися в багатоманітних українських соціально-політичних обставинах незалежної України. Назвою повісті письменниця говорить про низку звивисто крутих «нових стежок» українського державництва Повість «Новими стежками» письменниця доповнила 19 талановитими поетичними творами написаними в думному літературному жанровому стилі, присвяченими Революції гідності, подіям на Майдані, Небесній сотні, Героям АТО, Кіборгам.
Переклала з польської
- Монастир Скит = Monastyr Skit: путівник / пер. з пол. В. Є. Рожко, Л. Й. Василів-Базюк. — Перевид. 1732 р. — Луцьк: Волин. обл. друкарня, 2014. — 32 с.

## Громадська діяльність
На спомин про свого батька, отця Йосипа Василіва, в 2002 заснувала іменну стипендію незаможним студентам Волинської і Рівненської духовних семінарій.

## Відзнаки
За велику жертовну працю, з благословення патріарха УПЦ КП Філарета, нагороджена орденами Св. Миколая, Св. Варвари та Св. Кирила і Мефодія.